# 厄拉多塞陨石坑

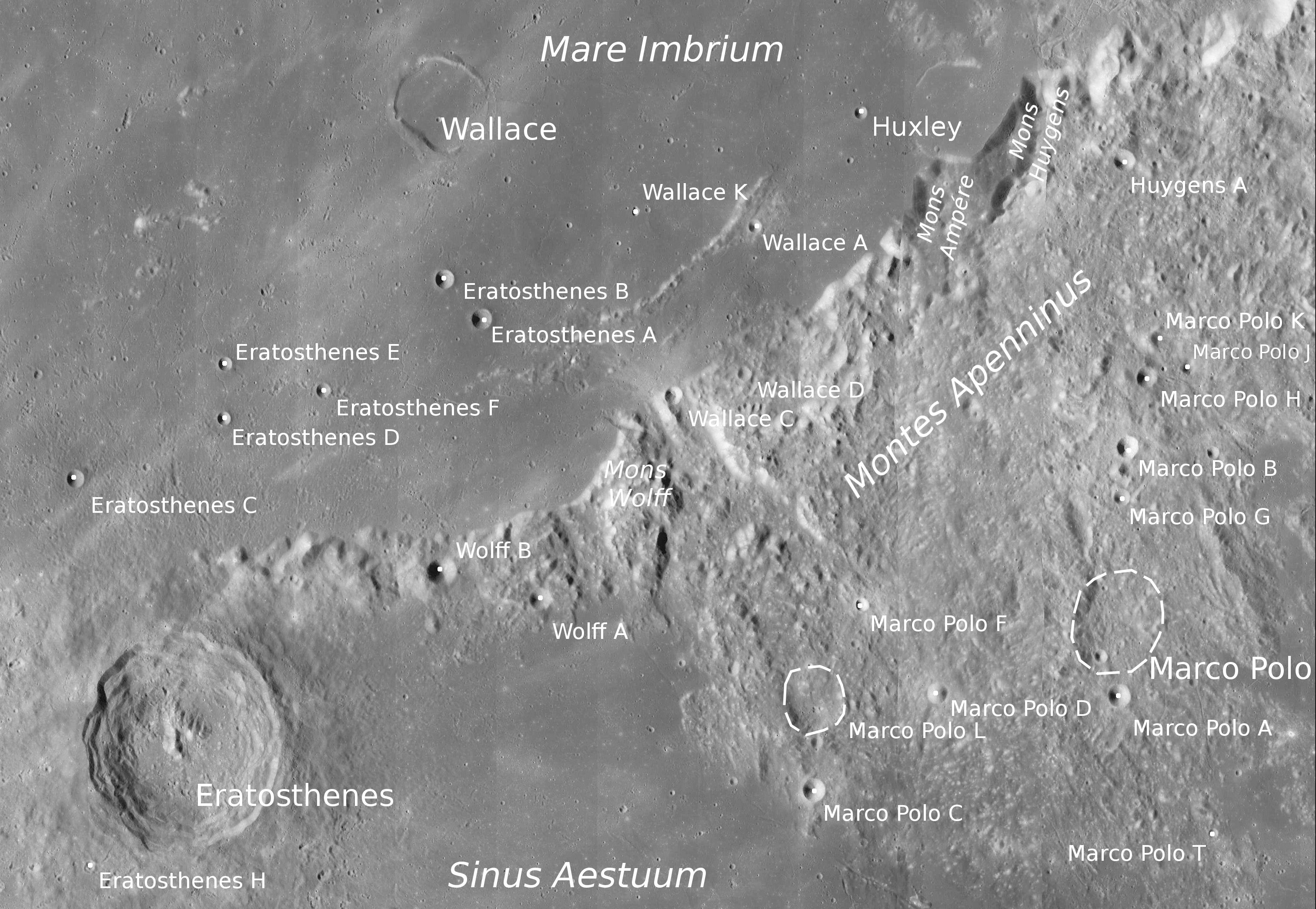
周边地形图

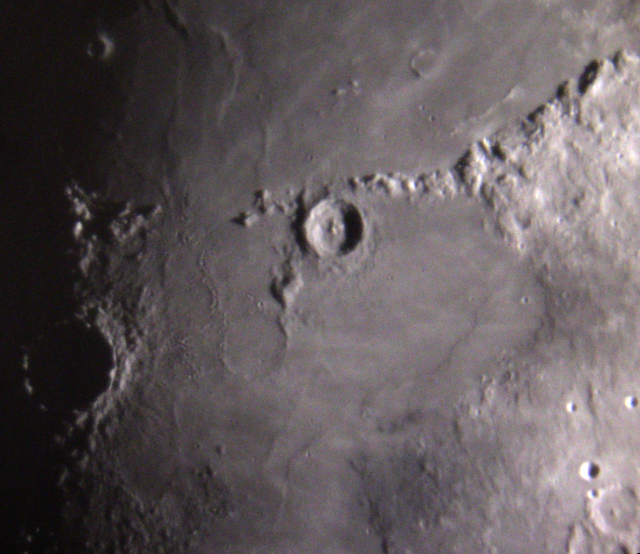
日出时的厄拉多塞陨石坑

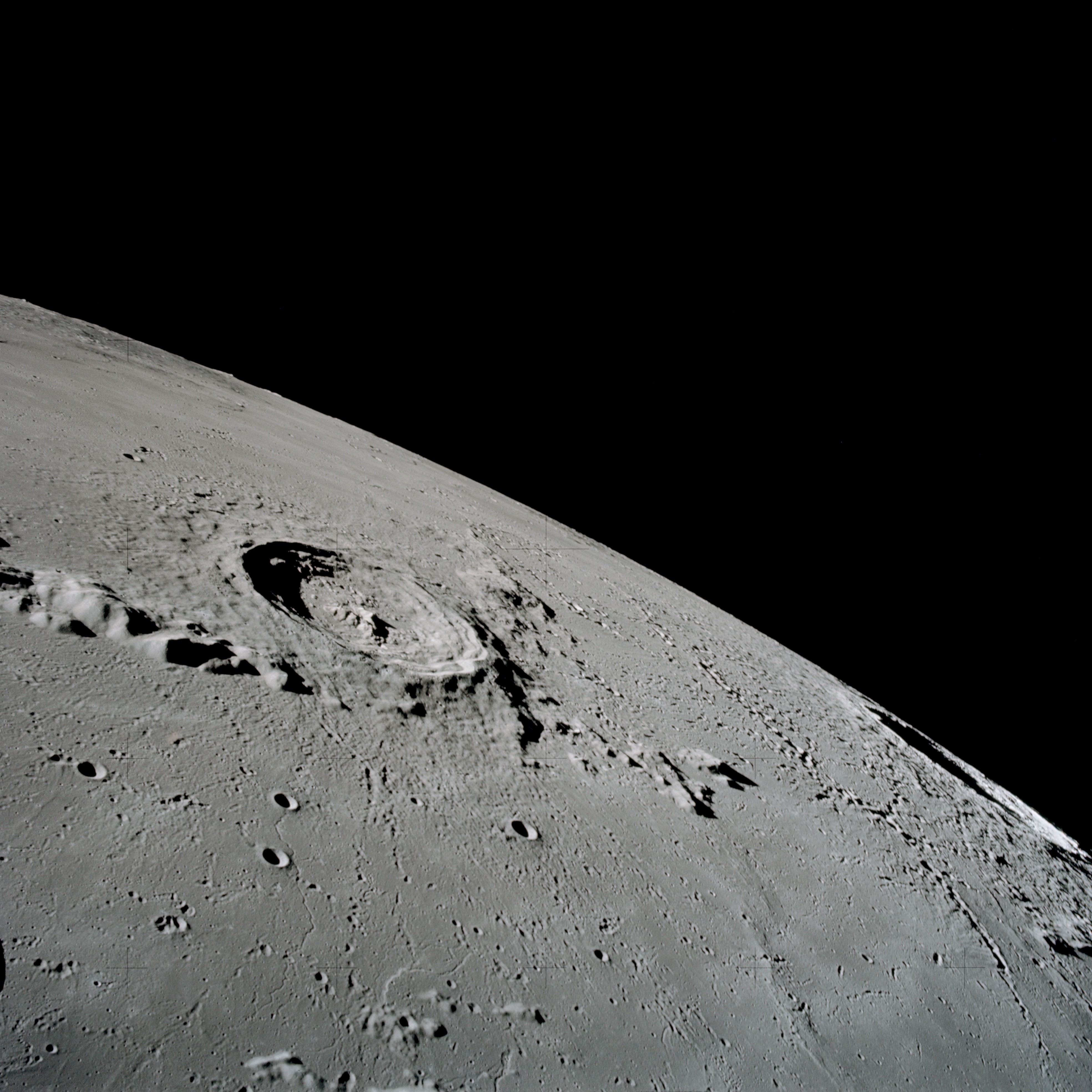
阿波罗12号拍摄照片，在上面可看到厄拉多塞月坑的众多小次生链坑。

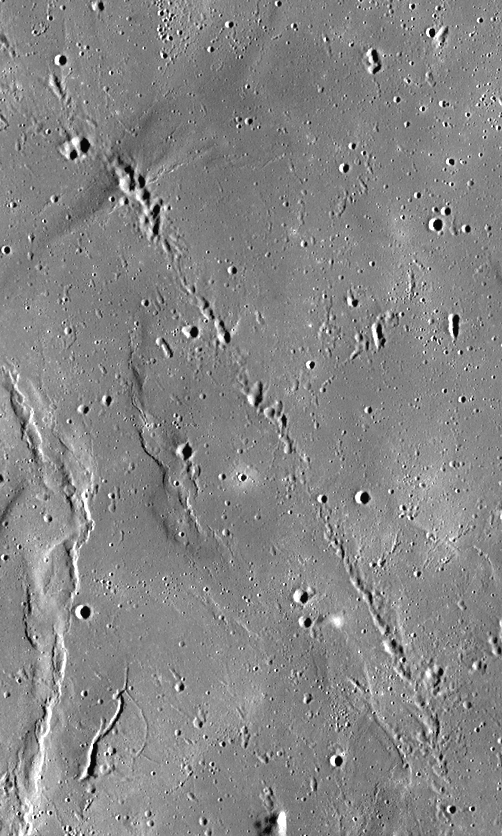
沿暗淡的射纹线延伸的厄拉多塞陨石坑次级坑链. 位于 雨海南侧约100公里。

厄拉多塞月坑(拉丁文：Eratosthenes)是一座位于风暴洋东部暑湾中的撞击坑，直径59公里，深约3.4公里。它是一座相对年轻、保存完好的陨石坑，虽然已没有了明亮的辐射纹。月球地质年代上将此类环形山产生的时期，以它的名字称呼为爱拉托逊纪。但据认为该陨石坑本身约形成于32亿年前，而并非处于爱拉托逊纪所定义的开始端。

## 命名
厄拉多塞月坑是1651年乔瓦尼·里乔利以昔兰尼的厄拉多塞，一位曾以测量地球的周长及与月亮和太阳间距离而闻名的古希腊杰出天文学家之名命名，1935年它与其他许多传统月名被国际天文学联合会批准认定。
以前，其他月球制图师曾对它的称呼：1645年米希尔·范·朗格伦为其取名为“哈罗”（Haro）；1647年约翰·赫维留则赋予它一个地球地名，意大利武尔卡诺火山岛的拉丁名-“武尔卡尼亚岛”（Vulcania Insula）。

## 位置
厄拉多塞月坑的中心坐标为北纬14.47°、西经11.32°（14°28′N 11°19′W / 14.47°N 11.32°W），位于风暴洋东侧的暑湾北端。它的北壁构成了雨海东南方亚平宁山脉的西端。西南方80公里和220公里处，分别是“幽灵月坑”斯塔迪乌斯陨石坑和年青明亮的哥白尼环形山。厄拉多塞坑和斯塔迪乌斯坑之间的延伸区高度达到1.5公里。

## 描述
厄拉多塞月坑是一座保存完好的年轻陨石坑，形状清晰完整。略呈波轮状轮廓（西侧比东侧更明显）的坡壁上有许多明显的台地结构，有些类似波浪状。坑底大致平坦，带有很多小的不规则地块和中央丘。西北部几座山峰的排列形似“Λ”字符。厄拉多塞月坑底部没有大型陨石坑、裂缝和熔岩覆盖，但有明显的已凝固撞击熔化物。
厄拉多塞月坑直径约60公里，内侧斜坡宽约15公里。坡壁较周围地形高出0.8-2公里（最高-西北侧），而坑底较周围地形深1.8公里，因此，坡壁与坑底实际落差为2.6-3.8公里（平均3.4公里），中央峰海拨高度约1.1公里。
厄拉多塞月坑周围环绕着众多小型次生坑，其中很多构成了链坑，它们的出现掩盖了厄拉多塞月坑的辐射纹，只有在位于雨海中的月坑西北侧，沿它的次生链坑显示出一束几乎看不见的光束。在厄拉多塞月坑中看到的溅射物痕迹，是来自遍布在该区域中的哥白尼环形山的次生坑。

## 观察
醒目完整的厄拉多塞月坑是众多业余观测者感兴趣的陨石坑，它的轮廓细节在新月或满月后临近晨昏圈的8-9天内最清楚。在满月时，它几乎看不见（部分原因是被附近哥白尼环形山的辐射纹所遮敝）。这二座陨坑清楚地展示了它们之间的不同：年青的-明亮，年老的-暗淡。他们的例子也清楚地表明，在陨石坑受到破坏前，辐射纹就可能会消失，其他方面两者都非常相似，月球地质史上二个典型的时期都是以它们的名字命名。
1851年什罗普郡天文学家亨利·布朗特（Henry Blunt）依据在什鲁斯伯里家中使用反射望远镜所做的观察以及同年伦敦大展览中的展示，制作了一座展现厄拉多塞月坑的月表模型。
1910年-1920年间，威廉·亨利·皮克林注意到月坑中有一块每天（月球日）均规则变化的暗斑。他先后发表了一系列文章，详细介绍这一观察详情，并推测这些似乎在表面移动的暗斑，可能暗示着一种小兽群的生命形式。他的这种想法大大提高了皮克林的知名度。

## 卫星陨石坑
按照惯例，最靠近厄拉多塞月坑的卫星陨坑在月表地图上以字母标注在卫星坑的中心点旁边。
| 厄拉多塞 | 月面坐标                          | 直径, 公里 |
| -------- | --------------------------------- | ---------- |
| A        | 18°20′N 8°20′W / 18.34°N 8.33°W   | 5,7        |
| B        | 18°42′N 8°42′W / 18.70°N 8.70°W   | 5,3        |
| C        | 16°53′N 12°23′W / 16.89°N 12.39°W | 5,2        |
| D        | 17°26′N 10°54′W / 17.44°N 10.90°W | 3,8        |
| E        | 17°56′N 10°53′W / 17.93°N 10.89°W | 3,8        |
| F        | 17°41′N 9°55′W / 17.69°N 9.91°W   | 4,0        |
| H        | 13°19′N 12°15′W / 13.31°N 12.25°W | 3,5        |
| K        | 12°51′N 9°16′W / 12.85°N 9.26°W   | 4,3        |
| M        | 14°01′N 13°35′W / 14.02°N 13.59°W | 3,5        |
| Z        | 13°45′N 14°06′W / 13.75°N 14.10°W | 0,6        |

## 备注
1. 1 2 3 4  Wilhelms D.  (PDF).  (PDF). United States Geological Survey Professional Paper 1348. 1987: 249–250  [2016-03-19]. （原始内容存档于2013-05-14）.
2. 1 2 3 4  According to the laser altimeter on the satellite Lunar Reconnaissance Orbiter, obtained through the program JMARS （页面存档备份，存于）
3. 1 2  Westfall J.E. . . Cambridge University Press. 2000: 274  [2016-03-19]. ISBN 0521590027. （原始内容存档于2015-01-17）.
4. ↑  Tanaka K.L., Hartmann W.K. . . F. M. Gradstein, J. G. Ogg, M. D. Schmitz, G. M. Ogg (Elsevier Science Limited). 2012: 275–298. ISBN 978-0-444-59425-9. doi:10.1016/B978-0-444-59425-9.00015-9.
5. ↑  Map of the Moon, made by Giovanni Francesco Grimaldi and Richcholi (1651)
6. ↑  Whitaker E. A. . Cambridge University Press. 2003: 212. Bibcode:2003mnm..book.....W. ISBN 9780521544146.
7. 1 2 3  . Gazetteer of Planetary Nomenclature. International Astronomical Union (IAU) Working Group for Planetary System Nomenclature (WGPSN). 2010-10-18  [2015-03-14]. （原始内容存档于2015-03-14）.
8. ↑  Map of the Moon, composed of Michael Van Langree(1645)
9. ↑  Whitaker E. A. . Cambridge University Press. 2003: 191, 199. Bibcode:2003mnm..book.....W. ISBN 9780521544146.
10. ↑  Hevelius J. . Gedani: Hünefeld. 1647: 226–227, 235  [2016-03-19]. doi:10.3931/e-rara-238. （原始内容存档于2018-06-30）. (Vulcania Insula — у списку назв на с. 235 （页面存档备份，存于）)
11. ↑  Whitaker E. A. . Cambridge University Press. 2003: 208. Bibcode:2003mnm..book.....W. ISBN 9780521544146.
12. 1 2 3  Wlasuk P. T.  1. Springer Science & Business Media. 2000: 72. ISBN 978-1-852-33193-1.
13. ↑  Wood C. . 2007-04-09  [2016-03-19]. （原始内容存档于2011-06-15）.
14. 1 2  Moore, P. . Sky at Night Magazine. October 2009  [2016-03-19]. （原始内容存档于2015-03-15）.
15. ↑  Pickering, W. H. . Popular Astronomy. 1919, 27: 579–583. Bibcode:1919PA.....27..579P.
16. ↑  Pickering, W. H. . Popular Astronomy. 1924, 32: 392–404  [2016-03-19]. Bibcode:1924PA.....32..393P. （原始内容存档于2019-09-25）.
17. ↑  Moore, P. . Irish Astronomical Journal. 1955, 3 (5): 133–137  [2016-03-19]. Bibcode:1955IrAJ....3..133M. （原始内容存档于2019-09-25）.